# Stade Changlimithang
Le stade Changlimithang (en dzongkha : ལྕང་གླིང་མའི་ཐང་།) est un stade multi-sports situé à Thimphu, au Bhoutan. Sa capacité est d'environ 25 000 places.
Il est notamment utilisé pour les rencontres officielles de l'équipe du Bhoutan de football et pour les matches de Transport United, mais également pour d'autres clubs jouant en championnat national ainsi qu'en Ligue nationale (en). En dehors du football, le stade accueille régulièrement des tournois de tir à l'arc, sport très répandu au Bhoutan.
Construit en 1974, le stade est entièrement rénové en 2007. Le terrain de football est équipé d'un système d'éclairage depuis 2009 ; la pelouse artificielle est installée en 2012, à l'occasion du début de la première saison de ligue nationale.

## Stade originel
Le stade Changlimithang est construit à l'endroit où s'est déroulée une bataille décisive dans l'Histoire du Bhoutan en 1885, qui a permis au premier roi Ugyen Wangchuk d'accéder au trône. Cette bataille ainsi qu'une suite de guerres civiles et de rébellions entre 1882 et 1885, ont conduit à l'unification du Bhoutan.
La construction du stade Changlimithlang est achevée en 1974, à l'occasion du couronnement du quatrième roi Jigme Singye Wangchuck. Le stade couvrait alors une surface d'environ 11 hectares, et avait une capacité de 10 000 places. Aujourd'hui, le Changlimithang est le principal stade du Bhoutan ; il accueille des rencontres de football ainsi que des tournois de tir à l'arc, et comporte également des installations pour le squash, le billard et le tennis. Il abrite le siège du Comité olympique bhoutanais.

## Rénovations
En 2007, le stade est complètement rénové et est rouvert en 2008 pour la cérémonie du couronnement du quatrième roi Jigme Khesar Namgyel Wangchuck ainsi que pour les célébrations du centenaire de la dynastie Wangchuck et de la réunification du pays. Les plans de rénovations ont été établis par le Ministère du Travail et le Comité national pour les célébrations de couronnement.
L'ancienne tribune, qui était composée de 6 rangées de sièges pour une capacité totale d'environ 10 000 places, a été complètement démolie et remplacée par une nouvelle tribune composée de 20 rangées de sièges, soit 30 000 sièges au total. Cette nouvelle tribune fournit des sièges tout autour du terrain de football, mais également le long du terrain de tir à l'arc. Afin de terminer la construction, le court de squash et le terrain de baseball ont été démolis, bien que l'agrandissement de la taille des tribunes ait permis la construction d'installations pour le tennis de table et le tir, ainsi que de vestiaires et de douches en dessous des tribunes.
En plus des rénovations effectuées dans les installations sportives, le Comité olympique s'est vu équipé de nouveaux bureaux, la loge royale a été agrandie afin d'en augmenter la capacité et la salle de banquet a été rénovée. Deux nouveaux parcs ont également été créés autour du stade : un entre le parking automobile et la rivière, et un autre près du terrain de tir à l'arc ; ces deux installations ont coûté 2 millions de ngultrums. Au total, ces rénovations ont pris deux ans et ont coûté 230 millions de ngultrums. Le nouveau stade est inauguré en 2008 par le prince Jigyel Ugyen Wangchuck.
En 2011, le terrain de football est légèrement rénové, et se voit équipé d'éclairage. L'installation d'un système d'éclairage aux abords du terrain de football était souhaitée depuis 2006, mais n'a pu être réalisée avant à cause de son prix élevé. À la suite d'un voyage au Bhoutan organisé par Tata Group, un accord a été trouvé entre Tata Power, Druk Green et le Comité olympique bhoutanais concernant l'installation de l'éclairage : Tata prend en charge les frais d'installation en tant qu'acte de responsabilité sociale. L'installation de l'éclairage a coûté 13 230 000 ngultrums.

## Usages
En dehors des évènements sportifs, le stade Changlimithang a également accueilli d'importants évènements publics, tels que la cérémonie publique du mariage de Jigme Khesar Namgyel Wangchuck et Jetsun Pema en octobre 2011. Malgré les agrandissements effectués quelques années auparavant, le stade ne pouvait accueillir toutes les personnes souhaitant assister aux cérémonies du mariage.
Après le mariage, l'herbe naturelle du terrain de football est remplacée par de la pelouse artificielle afin d'améliorer les performances des joueurs ainsi que la résistance du terrain. Auparavant, il était très difficile de maintenir le terrain aux normes, car le terrain comportait des bosses, et l'eau de pluie stagnait dans les creux, ce qui entraînait parfois la chute des joueurs, suscitant régulièrement des moqueries de la part des spectateurs. Le soutien financier apporté par la FIFA a permis au projet d'avancer ; les travaux ont commencé en mars 2012 et l'installation de la pelouse artificielle s'est faite de novembre à décembre. En mars 2013, dans le cadre d'une visite au Bhoutan, Sepp Blatter, le président de la FIFA, dirige la cérémonie d'inauguration du nouveau terrain, promettant que la FIFA soutiendrait le football bhoutanais. Cependant, les travaux ont pris du retard, car le froid au début du projet a retardé le début des rénovations et les moussons en été ont freiné les fournisseurs dans leurs livraisons de matériel, notamment de ciment. Le retard était tel que la Fédération Bhoutanaise de Football a failli reporter le début de la Ligue nationale, qui aurait pu se jouer sur le terrain de la Police royale du Bhoutan. La surface de jeu a été fabriquée aux Pays-Bas et a été installée par des compagnies anglaises et néerlandaises, qui ont également pris part aux installations de pelouse artificielle au stade Changjiji, également situé à Thimphou. Le premier match joué sur la pelouse artificielle du stade Changlimithlang, qui oppose le Druk Pol à l'Ugyen Academy (en), est le premier match de la saison d'inauguration de la Ligue nationale. Le président du Comité olympique bhoutanais, Jigyel Ugyen Wangchuk, qui a officiellement inauguré la nouvelle surface de jeu, a pris part au match en tant que joueur du Druk Pol. L'installation de la pelouse artificielle a coûté 900 000 dollars au total.
À la suite des travaux d'installation de la pelouse artificielle, le terrain de football du stade Changlimithang peut être loué par le public et est très populaire auprès des habitants de Thimphou. Le terrain est réservé à l'usage public de 17 heures à 1 heure du matin la plupart des jours de la semaine, car les employés de bureau le réservent principalement le week-end entre 17 et 19 heures,. Les réservations doivent être faites plusieurs semaines à l'avance. Ce système de réservations est une source non négligeable de revenus pour la Fédération Bhoutanaise de Football. La Fédération a récolté 75 000 ngultrums durant les deux premières semaines suivant la mise en place du système. L'argent obtenu permet ainsi à la fédération de financer l'installation de pelouses artificielles dans d'autres stades du pays. 
La demande de jeu sur pelouse artificielle est tellement élevée que la Fédération Bhoutanaise de Football est prête à mettre en location la pelouse du stade Changjiji, qui n'est actuellement accessible qu'aux équipes professionnelles. Il y a également d'autres projets d'installations de pelouses artficielles dans trois autres dzongkhags (provinces) dans un futur proche.
Le stade Changlimithlang a accueilli une rencontre de la Coupe du monde FIFA dans le cadre du tour du monde organisé avant la Coupe du monde de 2014.